# Manfred Kohrs
Manfred Kohrs, né le 24 janvier 1957 à Hanovre, est un artiste de tatouage allemand et artiste conceptuel. 

## Biographie
Considéré comme un pionnier de la culture du tatouage moderne, il est l’inventeur de la machine à tatouer rotative en 1978. Plus légère, plus silencieuse et plus portable que les anciens modèles, elle permet également aux artistes d'avoir une meilleure maîtrise de leur travail, tout en réduisant les crampes aux mains et aux doigts,,.